# Малакия
Малаки́я (от др.-греч. μαλακός — «мягкий», «легко поддающийся давлению, сжатию», «эластичный», о человеке — «нежный, ласковый, слабый») — библейский термин, толкование которого разнится у различных богословов. В новогреческом языке (не относящемся к языку Библии) разговорное слово μαλακία имеет ряд значений, включая мастурбацию, а μαλάκας обозначает онаниста или того, кто занимается мастурбацией, но употребляется преимущественно в переносном пейоративном смысле. В Античности Аристотель малакиями (μαλακίων) называл моллюсков (осьминогов и кальмаров — ср. малакология).

## Толкование в греко-русской традиции
Или не знаете, что неправедные Царства Божия не наследуют? Не обманывайтесь: ни блудники, ни идолослужители, ни прелюбодеи, ни малакии, ни мужеложники, ни воры, ни лихоимцы, ни пьяницы, ни злоречивые, ни хищники — Царства Божия не наследуют.
Древний христианский писатель Кирилл Александрийский (376—444) называет малакиями тех мужчин, которые сами себя кастрировали: «Одноятреным же кроме того называет, как я думаю, полумужчину, у которого отсечено приличествующее совершенному мужу; ибо сказано: „Не обманывайтесь: ни блудники, ни малакии Царства Божия не наследуют“ (1Кор. 6, 9-10). Женоподобными называет таковых, потому что они, получив природу мужчины, искажают приличествующее мужчине, изнеженные умом и телом, и добровольно переламывая себя до бессилия и женоподобия».
Более поздний толкователь Священного Писания Феофилакт Болгарский (XI век), толкует слово малакия иначе: «Малакиями называет тех, над которыми совершают постыдное, а потом перечисляет и совершающих постыдное (мужеложники)», то есть Феофилакт трактует этот термин как пассивный гомосексуализм, в отличие от активного.
Чаще всего под словом малакия подразумевают грех рукоблудия или мастурбацию. К примеру, церковный текст XIV века гласит: «Малакию деющий и тем блудящий да приимет запрещение на 3 года по 24 поклона. Малакия же два различия имеет: одни это делают руками, другие же бедрами своими. И злее малакия руками, а не бедрами, но и обои они злы и лукавы. Есть же и женская малакия, когда жены деют друг другу. О том же добро есть отцу духовному это искоренять и дать им запрещение на лето едино».
Известный православный монах и богослов Никодим Святогорец (1749—1809) в своей «Книге о исповеди» указывает, что малакия — это грех библейского персонажа Онана: «Малакия столь ненавистна Богу, что за неё Он умертвил Онана, сына Иуды, сына Иакова, который первый явил это зло на земле. От него малакия и стала называться онанизмом. „Зло же явися пред Богом, яко сотвори сие: и умертви и сего“… Малакия, говорит преподобный Иоанн Лествичник (VI век) (слово 15:30), это блуд, происходящий без другого тела. От неё пал тот великий отшельник, о котором сказал божественный Антоний (IV век), что великий столп пал. Малакию он называет смертью и погибелью, которая всегда находится и вращается рядом с нами, особенно во время юности. Поэтому трудно отстать от неё и покаяться тому, кто уловлен был ею хотя бы один раз… как говорит Павел: „Не обманывайтесь: ни блудники, ни идолослужители, ни прелюбодеи, ни малакии… Царства Божия не наследуют“ (1 Кор. 6:9). И хотя Златоуст (V век) под малакийцами понимает распутных, а Феофилакт — тех, „над которыми совершается постыдное“, но многие дидаскалы (учителя) толковали это в буквальном смысле. Потому что по вине малакии душа теряет девство, которое драгоценнее всего в мире. Если потеряешь его один раз, то уже не вернешь никогда. Потому что по её вине душа приносит диаволу жертву — семя своего тела, как говорит святой Мелетий Исповедник».
Такого же мнения придерживался святитель Феофан Затворник. В ответ на вопрос верующего о рукоблудии он пишет: «Найдите и прочитайте следующее место в первом послании св. Павла к Коринфянам: гл.6, ст.9. Что здесь названо: малакии, то есть ваше дело. Оно лишает Царствия. Следовательно, есть смертный грех. Блудная страсть здесь во всей силе — и удовлетворяется. Поразмыслите о сем. И положите конец сему делу. Оно иссушает, и преждевременную смерть причиняет. У иных способности расслабляет, здравомыслие и энергию подавляет, бывает причиною и умопомешательства. Блюдите себя!».
Однако единогласного мнения по поводу значения слова малакия нет.
Библейский словарь Владимира Вихлянцева описывает термин «малакии» как относящийся к пресыщенным, изнеженным людям, чрезмерно предающимся удовольствиям и сладострастию. В словаре устаревших и малоупотребительных слов, содержащемся в изданиях канонической Библии Российского Библейского общества, указано: «малакий (греч.) — букв, „слабый, изнеженный“. Пассивный гомосексуалист». В отличие от Синодального перевода, оставившего слово «малакии» без пояснений, некоторые переводы Библии на русский язык предлагают разные варианты трактовки этого слова. Так, в современном подстрочном переводе Библии Алексея Винокурова это «сластолюбцы», в переводе М. П. Кулакова — «сладострастники», в переводе В. Н. Кузнецовой — «извращенцы» (в последней редакции, вошедшей в перевод Библии РБО-2011, объединено со следующим ἀρσενοκοῖται общим термином «гомосексуалисты»), в переводе «Слово Жизни» 9-й стих включает слова «развратники, гомосексуалисты и извращенцы».

## Толкование в переводах Библии
Западные переводы Библии также неоднозначны в трактовках.
| Версия Библии                           | Год  | Перевод                           | Русское соответствие                                                  |
| --------------------------------------- | ---- | --------------------------------- | --------------------------------------------------------------------- |
| Вульгата                                | 405  | molles                            | слабохарактерные                                                      |
| Wyclif                                  | 1508 | lechers against kind              | изнеженные                                                            |
| Great Bible                             | 1539 | weaklynges                        | неженки                                                               |
| Женевская Библия                        | 1560 | bouggerers                        | распутники                                                            |
| Библия короля Якова                     | 1611 | effeminate                        | женоподобные                                                          |
| Darby                                   | 1890 | those making women of themselves  | делающие из себя женщин                                               |
| Wesley’s New Testament                  | 1938 |                                   | виновные в неестественном преступлении                                |
| Goodspeed                               | 1951 |                                   | чувственные                                                           |
| Interlinear Greek-English New Testament | 1958 |                                   | сладострастные люди                                                   |
| New English                             | 1961 | guilty… of homosexual perversions | виновные в гомосексуальных извращениях                                |
| New American Standard Bible             | 1963 | effeminate                        | женоподобные                                                          |
| Jerusalem Bible (Английский)            | 1968 | catamites                         | катамиты (мальчики, состоящие в половой связи со взрослыми мужчинами) |
| New International Version               | 1978 | male prostitutes                  | мужчины-проститутки                                                   |
| New International Version               | 2011 | men who have sex with men         | мужчины, занимающиеся сексом с мужчинами                              |
| New Jerusalem Bible                     | 1985 | self-indulgent                    | потакающие своим желаниям                                             |
| Third Millenium Bible                   | 1998 | effiminate                        | женоподобные                                                          |

В переводе, выполненном свидетелями Иеговы — «New World Translation of Christian Greek Scriptures» («Перевод нового мира Христианских Греческих Писаний», впервые издан в 1950 году, на русском языке издан в 2001 году) — «малакии» переведены как «мужчины, употребляемые для извращений». В «Переводе нового мира», изданном на русском языке в 2007 году, «малакии» переведены как «мужчины, которых используют для противоестественных сношений».

## Интересные факты
- В истории встречались люди, носившие похожие прозвища или имена. Так, Дионисий Галикарнасский указывает, что прозвище Малак носил тиран Кум Аристодем, живший в начале V века до н. э., причём историки истолковывали его двояко: либо как указание на кроткость характера, либо на «женоподобное» сексуальное поведение в детстве[21].
- В Новом Завете помимо 1Кор. 6:9 слово μαλακός встречается только в Мф. 11:8 (дважды) и Лк. 7:25, относясь к мягким одеждам.

### Комментарии
1. ↑  В сноске поясняется, что эта фраза переводит два греческих слова, стоящих рядом: μαλακοι и αρσενοκοιται